# Виктория (Аргентина)
Викто́рия (исп. Victoria) — город в Аргентине, в провинции Буэнос-Айрес. Население — 39 447 чел. (2001).
Входит в состав агломерации Большого Буэнос-Айреса.

## География
Город расположен на берегу реки Лухан у её впадения в Ла-Плату, в 30 км к северу от Буэнос-Айреса. Столичная агломерация образует сплошной массив городской застройки, где города и муниципалитеты тесно граничат друг с другом. Город Виктория соседствует со следующими частями Большого Буэнос-Айреса:
- на севере и северо-западе — с городами Сан-Фернандо[исп.] и Виррейес[исп.] и островами в дельте реки Лухан (все — в составе того же муниципалитета Сан-Фернандо что и Виктория);
- на юго-востоке — с городом Беккар[исп.] (муниципалитет Сан-Исидро);
- на юго-западе — с городом Булонь-сюр-Мер[исп.] (муниц. Сан-Исидро);
- на западе — отделён рекой Реконкиста от города Дон-Торкуато[исп.] (муниципалитет Тигре);
- на северо-востоке выходит к устью реки Лухан.

Климат тёплый и влажный. Влажность достигает 75 %. В год выпадает порядка 1000 мм осадков.
| Показатель                                          | Янв. | Фев. | Март | Апр. | Май  | Июнь | Июль | Авг. | Сен. | Окт. | Нояб. | Дек. | Год  |
| --------------------------------------------------- | ---- | ---- | ---- | ---- | ---- | ---- | ---- | ---- | ---- | ---- | ----- | ---- | ---- |
| Абсолютный максимум, °C                             | 29,5 | 28,0 | 25,8 | 21,7 | 18,5 | 15,1 | 14,8 | 16,2 | 18,4 | 21,1 | 24,7  | 27,8 | 21,8 |
| Средняя температура, °C                             | 23,4 | 22,4 | 20,3 | 16,3 | 13,4 | 10,8 | 10,2 | 11,2 | 13,4 | 16,0 | 19,2  | 21,7 | 16,5 |
| Абсолютный минимум, °C                              | 17,3 | 16,9 | 14,8 | 11,0 | 8,3  | 6,6  | 5,7  | 6,3  | 8,4  | 11,0 | 13,7  | 15,6 | 11,3 |
| Норма осадков, мм                                   | 108  | 95   | 115  | 87   | 76   | 61   | 54   | 66   | 71   | 103  | 89    | 83   | 1008 |
| Источник: victoria. Дата обращения: 26 апреля 2018. |      |      |      |      |      |      |      |      |      |      |       |      |      |

## Транспорт

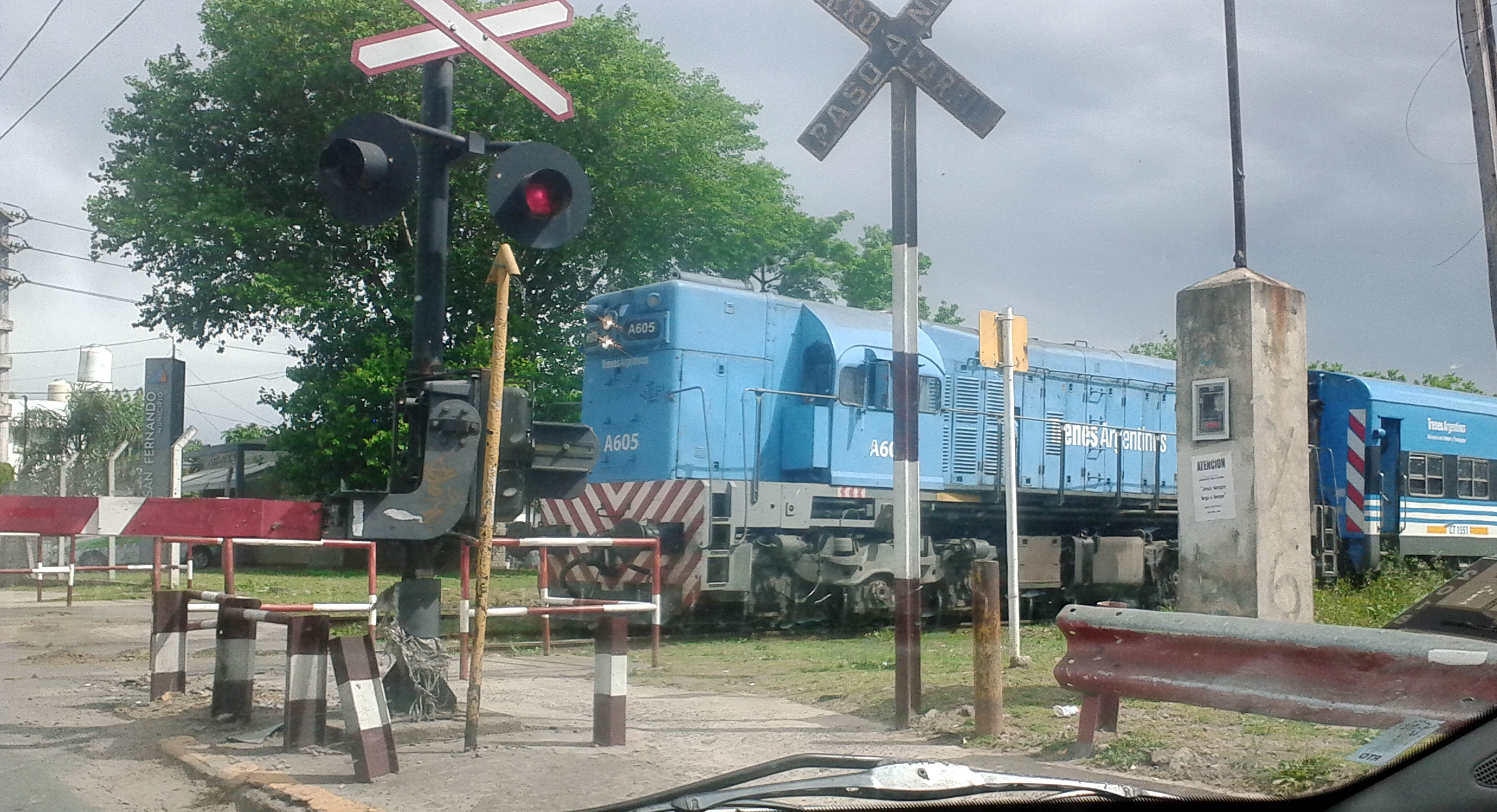
Железнодорожный переезд у станции «Доктор-Швайцер» на ветке Капилья-дель-Сеньор — Виктория.

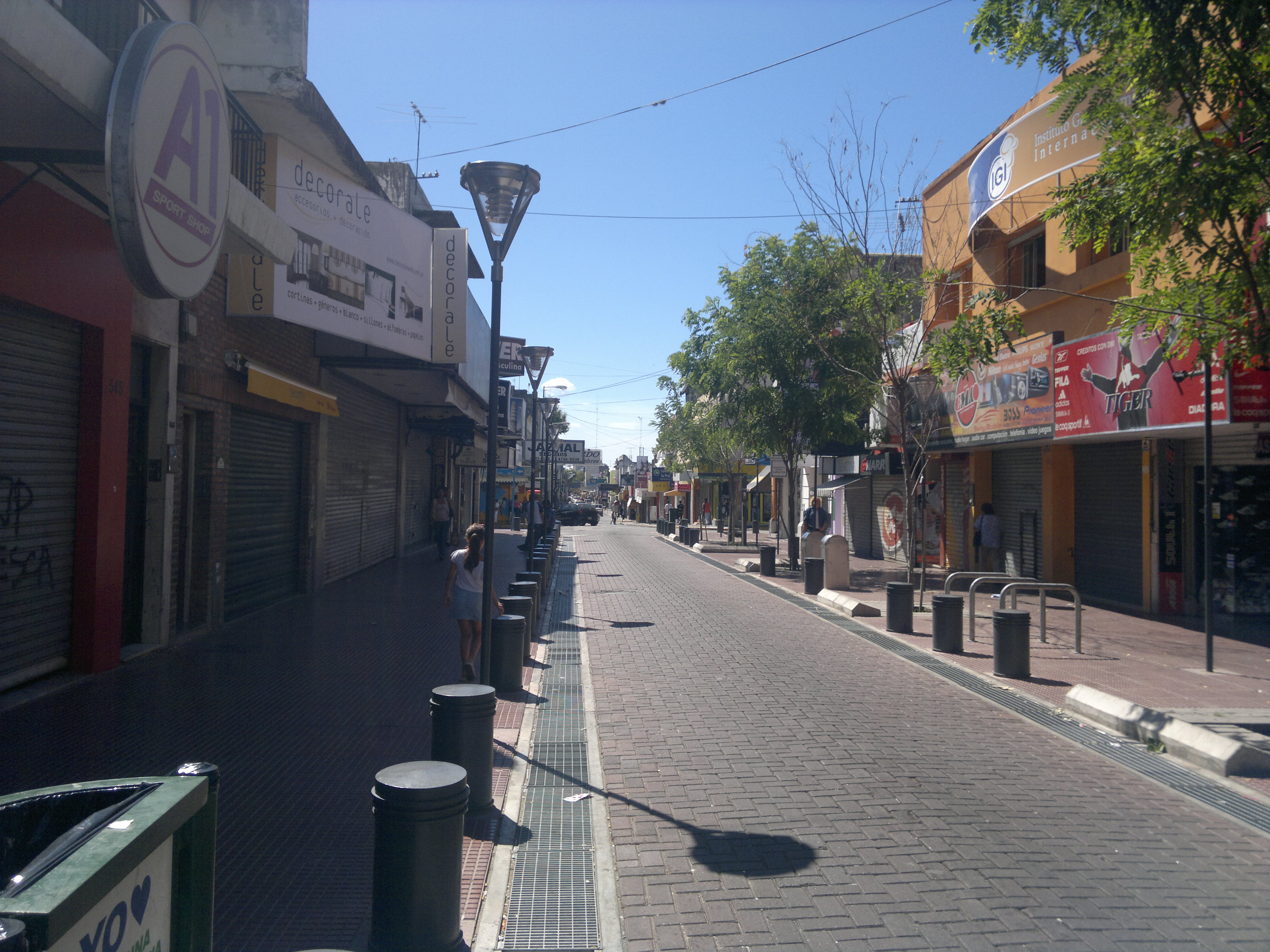
Пешеходная улица в Виктории.

В 1887 году компания «Железные дороги Центральной Аргентины» (исп. Ferrocarril Central Argentino) решила построить железнодорожную ветку из Буэнос-Айреса на север — до Сан-Фернандо — и затем соединить её с железной дорогой Росарио — Кордова. В октябре 1888 года был принят закон № 2386, разрешающий строительство, однако количество станций было сокращено с планируемых 18 до трёх: Пергамино, Капилья-дель-Сеньор и Виктория. Строительство началось в 1889 году и закончилось через два года; 29 августа 1891 года состоялась церемония открытия. Позже были открыты другие станции — Доктор-Швайцер, Банкалари-Р, Марина-Нуэва и Пунта-Чика. Географически город вытянут вдоль железнодорожной ветки, что хорошо видно на картах.
Развитая дорожная сеть (как сказано выше, Виктория — часть сплошной городской застройки Большого Буэнос-Айреса).

## Туризм, спорт
В городе в XIX веке активно селились баски, французы и итальянцы — иммигранты из Западной и Южной Европы. В конце XIX столетия здесь начали строить свои дома представители богатых семей Буэнос-Айреса. В настоящее время в городе есть ряд достопримечательностей — исторических построек, главная из которых — дворец Сан-Суси, созданный в 1914—1918 гг. Религиозный центр Виктории — католическая церковь Нуэстра-Сеньора-де-ла-Гардия.
В Виктории есть крикетный клуб и стадион имени Хосе Делладжованны, являющийся домашним для футбольного клуба «Тигре». В городе родился футболист Энрике Вольфф.